# LK-99
O LK-99 é um composto Cristalito com uma estrutura hexagonal ligeiramente modificada a partir de chumbo‒apatita, pela introdução de pequenas quantidades de cobre. O material foi descoberto e fabricado pela primeira vez por uma equipe de pesquisadores, incluindo Sukbae Lee (이석배) e Ji-Hoon Kim (김지훈) da Universidade da Coreia. A equipe afirma que funciona como um supercondutor à pressão ambiente e abaixo de 400 K (127 °C).
Em 2023, um pre-print de um artigo científico causou comoção na internet ao afirmar que o LK-99 possuía Supercondutividade. Os estudos iniciais anunciando a descoberta foram carregados no repositório de acesso aberto de preprints eletrônicos arXiv. Lee afirmou que os documentos de pré-impressão carregados estavam incompletos, enquanto o coautor Hyun-Tak Kim (김현탁) afirmou que um dos papéis continha defeitos. Porém, estudos seguintes e Revisões por pares confirmaram que o material não tem supercondutividade, com os fenômenos do material sendo atribuídos a suas propriedades Diamagnéticas.

## Propriedades químicas e estrutura
A composição química do LK-99 é aproximadamente Pb9Cu(PO4)6 O tal que—em comparação com a apatita de chumbo pura (Pb10(PO4 )6O) —aproximadamente um quarto dos íons Pb(II) na posição 2 da estrutura da apatita são substituídos por íons Cu(II).:9
A estrutura é semelhante à da apatita, grupo espacial P63/m (nº 176).

### Síntese
Lee et al. fornece um método para a síntese química do material LK-99 produzindo lanarquita a partir de uma mistura molar de 1:1 de óxido de chumbo(II) (PbO) e sulfato de chumbo(II) (Pb(SO4)), em seguida aquecendo-o a 725 °C (998 K) por 24 horas:
PbO + Pb(SO4) → Pb2(SO4)O
Além disso, fosfeto de cobre(I) (Cu3P) foi produzido pela mistura de pós de cobre (Cu) e fósforo (P) em uma proporção molar de 3:1 em um tubo selado sob vácuo e aquecido a 550 °C (823 K) por 48 horas: 
Cu + P → Cu3P
Lanarkita e cristais de fosfeto de cobre foram moídos em pó, colocados em um tubo selado sob vácuo e aquecidos a 925 °C (1 200 K) por entre 5‒20 horas: 
Pb2(SO4)O + Cu3P + O2 (g) → Pb10-xCux(PO4)6O + S (g), onde (0,9 < x < 1,1)

## Propriedades físicas

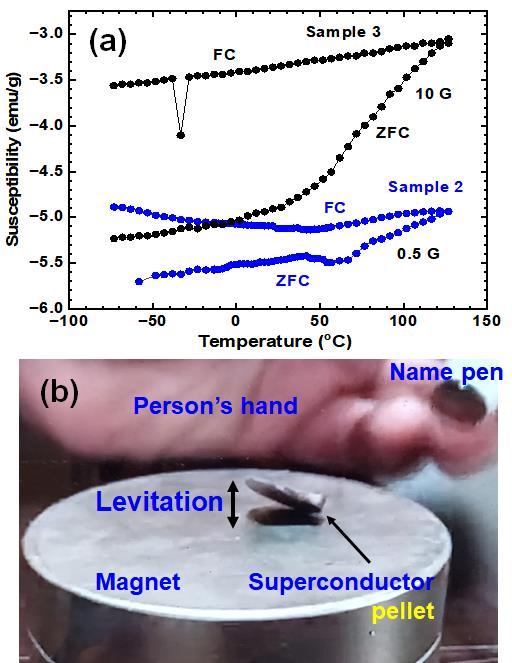
(a)Medições de suscetibilidade diamagnética de LK-99, (b) amostra de LK-99 levitando parcialmente sobre um ímã grande.

O material é considerado um supercondutor à temperatura ambiente. Um artigo mostra o material exibindo fortes propriedades diamagnéticas, com um vídeo publicado mostrando uma amostra do material parcialmente levitando em cima de um grande ímã.

## Nome do composto
O nome LK-99 vem das iniciais dos descobridores Sukbae Lee e Ji-Hoon Kim, e o ano da descoberta (1999). A dupla trabalhava originalmente com Tong-Shik Choi (최동식) na Universidade da Coreia na década de 1990.
Em 2008, pesquisadores da Universidade da Coreia fundaram o Centro de Pesquisa de Energia Quântica (퀀텀 에너지연구소; também conhecido como Q-Centre). Lee mais tarde se tornaria CEO da Q-Centre e Kim se tornaria diretor de pesquisa e desenvolvimento (P&D) da Q-Centre.

## Histórico de publicação
Lee afirmou que em 2020 um artigo inicial foi submetido à Nature, mas foi rejeitado. Pesquisas apresentadas de forma semelhante sobre supercondutores de temperatura ambiente (mas um sistema químico totalmente diferente) por Ranga P. Dias foram publicadas na Nature no início daquele ano e recebidas com ceticismo—o artigo de Dias seria posteriormente retirado em 2022 depois que seus dados foram questionados como tendo sido falsificados.
Em 2020, Lee e Ji-Hoon Kim entraram com um pedido de patente. Um segundo pedido de patente (listando adicionalmente Young-Wan Kwon) foi iniciado em 2021, que foi publicado em 3 de março de 2023. Uma patente da WIPO também foi publicada em 2 de março de 2023. Em 4 de abril de 2023, um pedido de marca registrada coreana para "LK-99" foi apresentado pelo Q-Center.
A comunidade científica imediatamente mostrou ceticismo aos resultados apresentados pelo preprint publicado por Young-Wan Kwon, um dos autores. Entre os problemas apontados no artigo estão problemas nas medições e erros nos datasets.

### Viralização
As afirmações feitas por dois artigos dos criadores do LK-99 começaram a viralizar apenas duas horas depois da publicação. Um vídeo postado por uma dupla de estudantes da Universidade de Huazhong de Ciência e Tecnologia, em Wuhan, levitando uma amostra de LK-99 se tornou o vídeo mais visto na rede social chinesa Bilibili[en]Da mesma forma, vários vídeos, a maioria falsos, de LK-99 levitando viralizaram nas mídias sociais. 
A viralização do LK-99 também causou o aumento as ações de tecnologia Sul-Coreanas e Chinesas. Apostas especulativas subiram ao ponto que a Korea Exchange teve que se pronunciar contra a prática. 

## Tentativas de Replicação e Refutação
As primeiras tentativas de reprodução começaram ainda em Julho de 2023. Das dezenas de laboratórios que tentaram replicar os resultados apresentados, apenas a Universidade do Sudoeste, em Nanquim, apresentou resultados positivos, mas especialistas viram problemas no seu estudo.

Todos os estudos experimentais foram negativos total ou parcialmente. Entre os institutos de pesquisa que realizaram estudos estão o Instituto Max Planck, a Universidade de Manchester, Argonne National Laboratory e Universidade de Pequim.